# Gabrielle d'Estrées

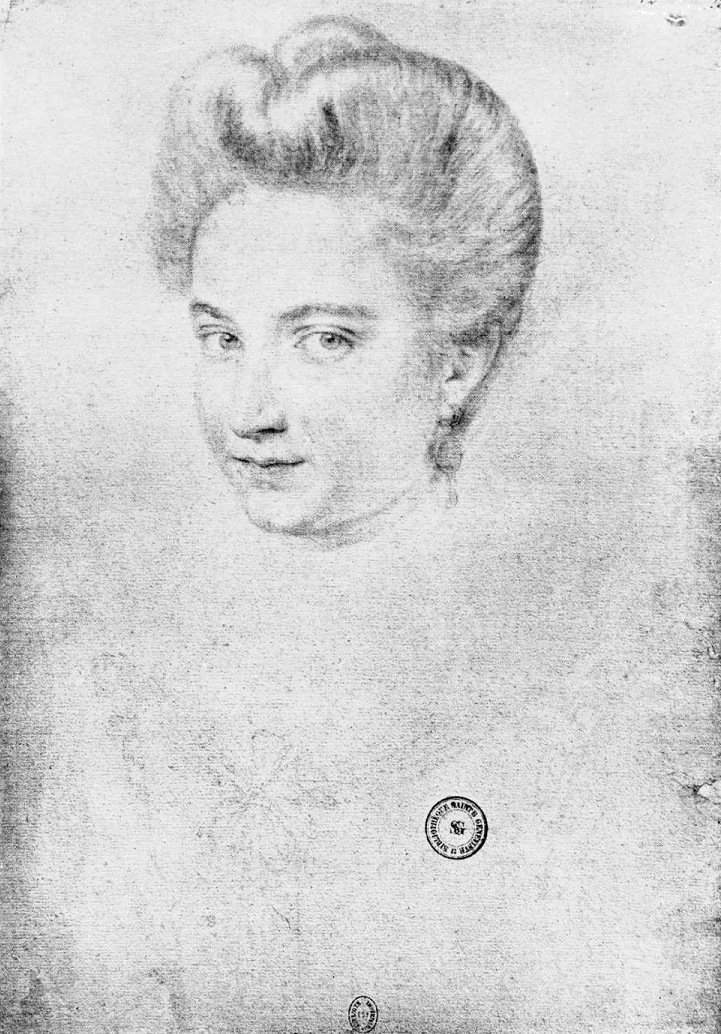
Gabrielle d'Estrées, 1594.

Gabrielle d'Estrées, född 1571, död 10 april 1599, var en fransk adelsdam, mätress till kung Henrik IV av Frankrike mellan 1589 och 1599.

## Biografi
Gabrielle d'Estrées var sondotter till Jean I d'Estrées och dotter till Françoise Babou de La Bourdaisière.
Den då sjuttonåriga Gabrielle d'Estrées träffade Henrik IV första gången 1590 vid ett tillfälligt besök av Henrik IV på hennes fars slott Cæuvres. Han blev genast förälskad i henne och hon besvarade hans kärlek. Fadern, som ogillade hennes förbindelse, bortgifte henne med en änkling, Nicolas d'Anerval, men äktenskapet blev olyckligt och upplöstes snart.
Henrik själv väntade bara på påvens bifall till skilsmässa från sin gemål Margareta av Valois för att kunna gifta sig med d'Estrées. Hon överhopades med ynnestbevis, blev bl.a. hertiginna de Beaufort, men motarbetades ständigt av Maximilien de Béthune de Sully, fastän hon aldrig missbrukade sitt obegränsade inflytande på kungen. Påskaftonen 1599, då förberedelserna till Henriks skilsmässa var nästan avslutade, avled hon plötsligt i Paris. Det ryktades om giftmord, men dödsorsaken var troligtvis eklampsi.
Av hennes tre barn med Henrik blev César stamfader för huset Vendôme och Henriette Catherine gift med hertigen av Elboeuf. De under hennes namn utgivna Mémoires (1829) härrör troligen inte från henne.

## Porträtterad i konst

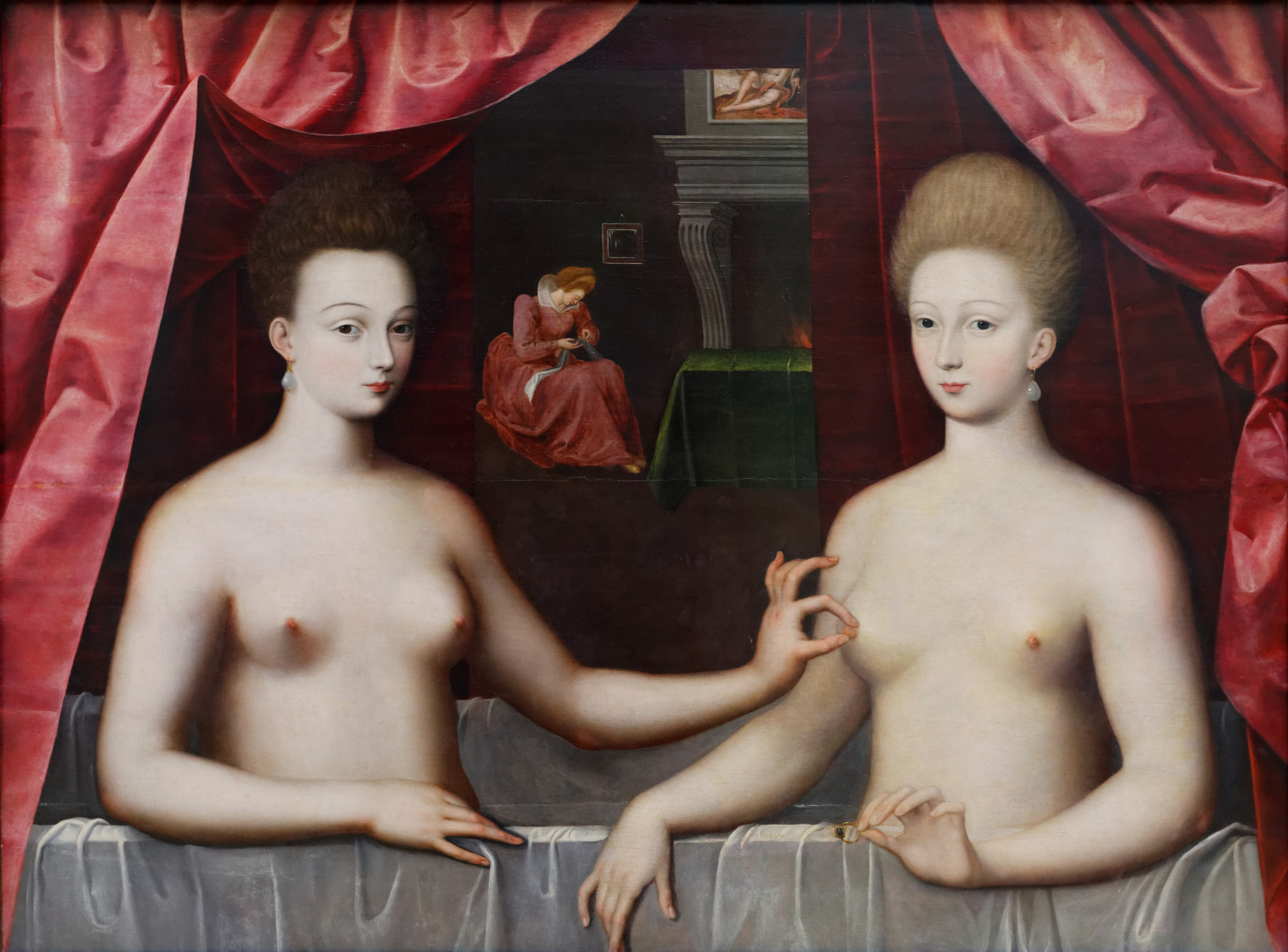
Gabrielle d'Estrées och en av hennes systrar

Gabrielle d'Estrées är den förmodade huvudpersonen i målningen Gabrielle d'Estrées och en av hennes systrar av en okänd konstnär (målad cirka 1594). Gabrielle sitter i ett bad, och håller (förmodligen) Henriks kröningsring, medan hennes syster sitter intill henne och nyper hennes högra bröstvårta. Henrik gav Gabrielle ringen som ett tecken på sin kärlek strax innan hon dog. Målningen finns på Louvren i Paris
J. M. W. Turner målade en akvarell av "The Palace of the Fair Gabrielle" at Bougival (privat samling, USA.).

## Bildgalleri

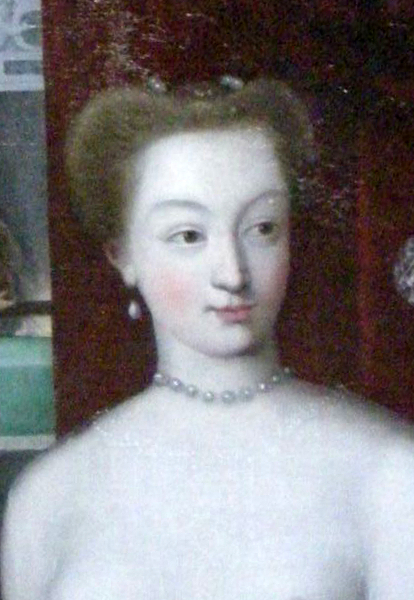
Gabrielle d'Estrées.
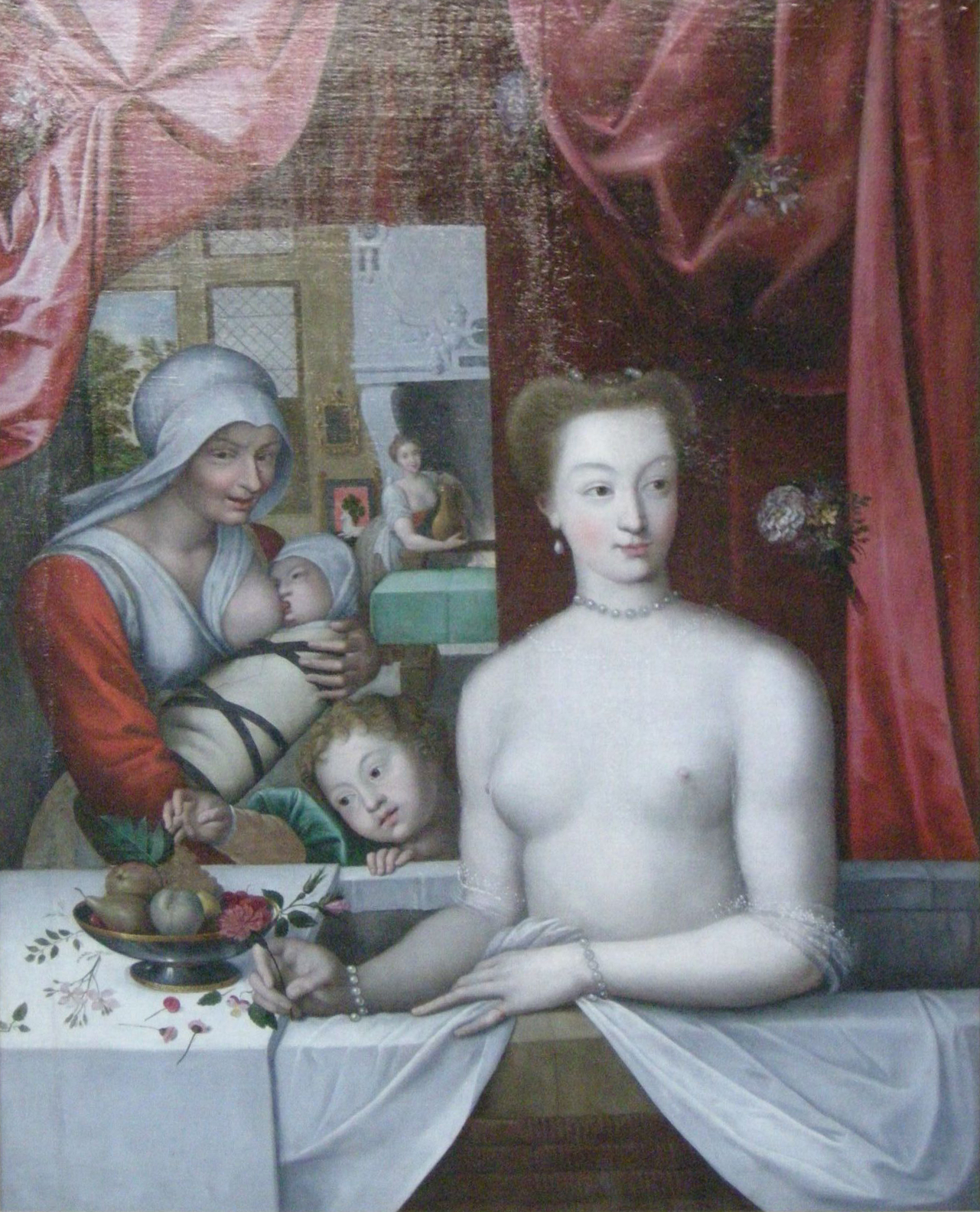
Gabrielle d'estrées al bagno
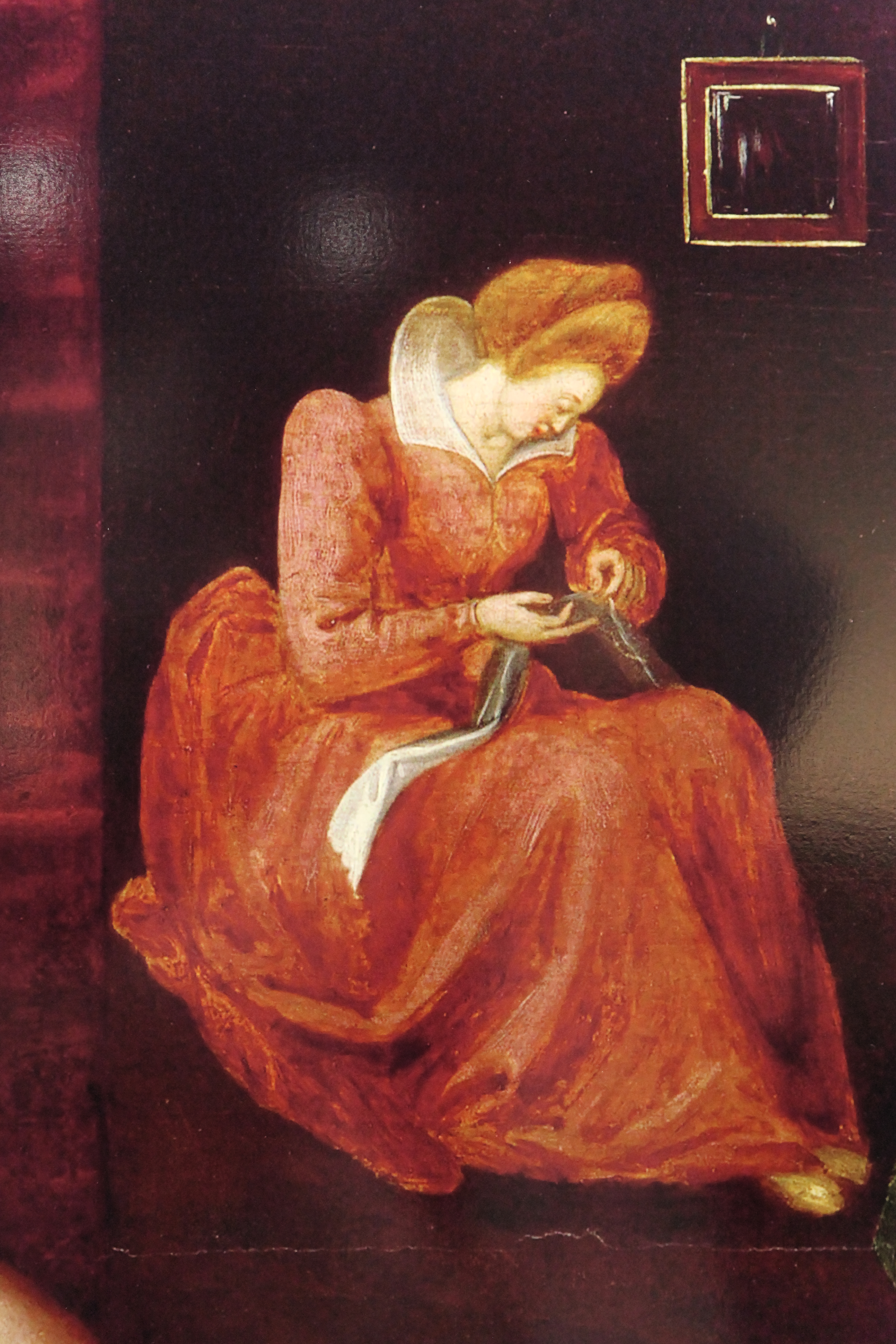
Gabrielle d'Estrées.
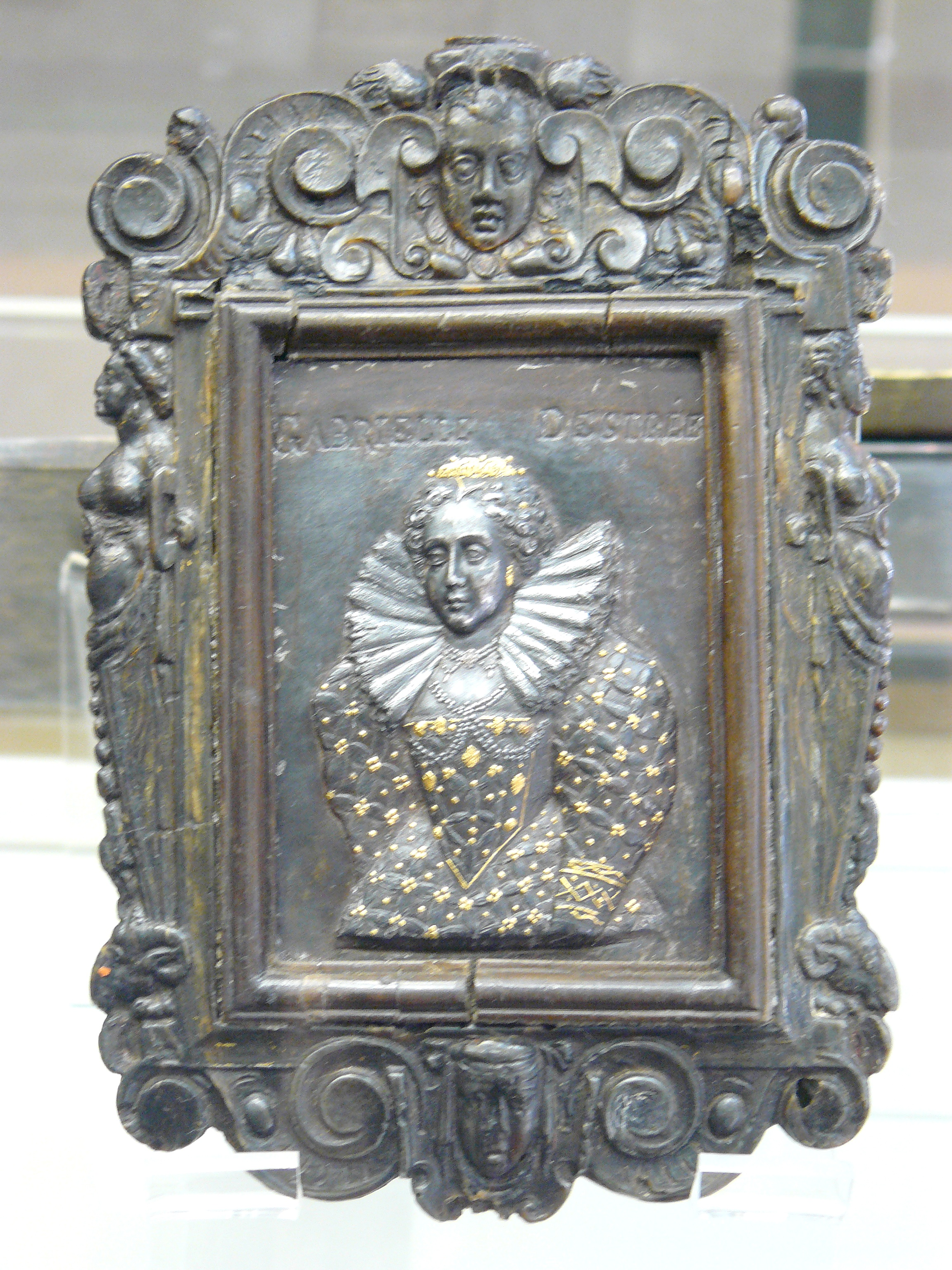
Gabrielle d'Estrée.
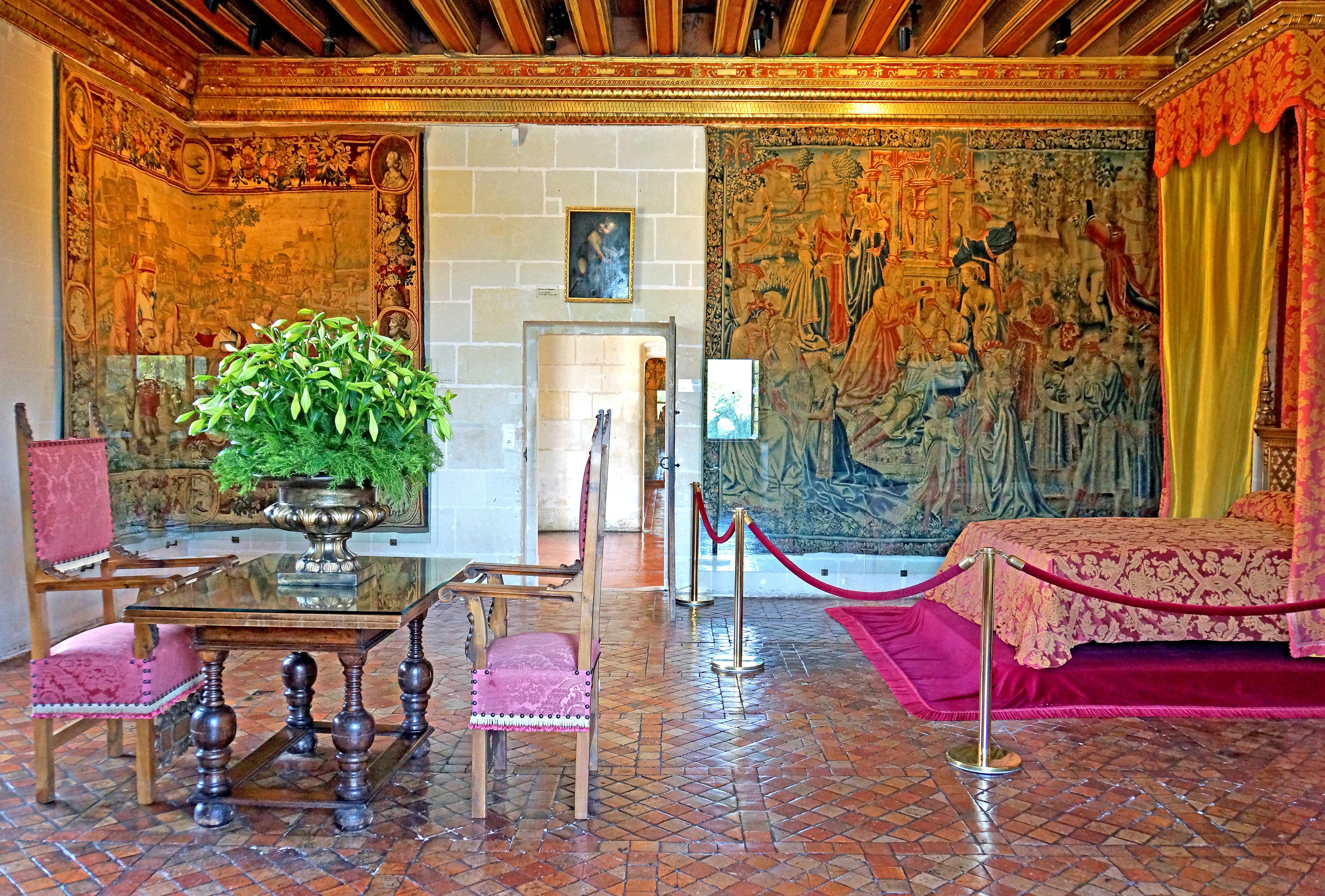
Gabrielle D'Estrees' sovrum.
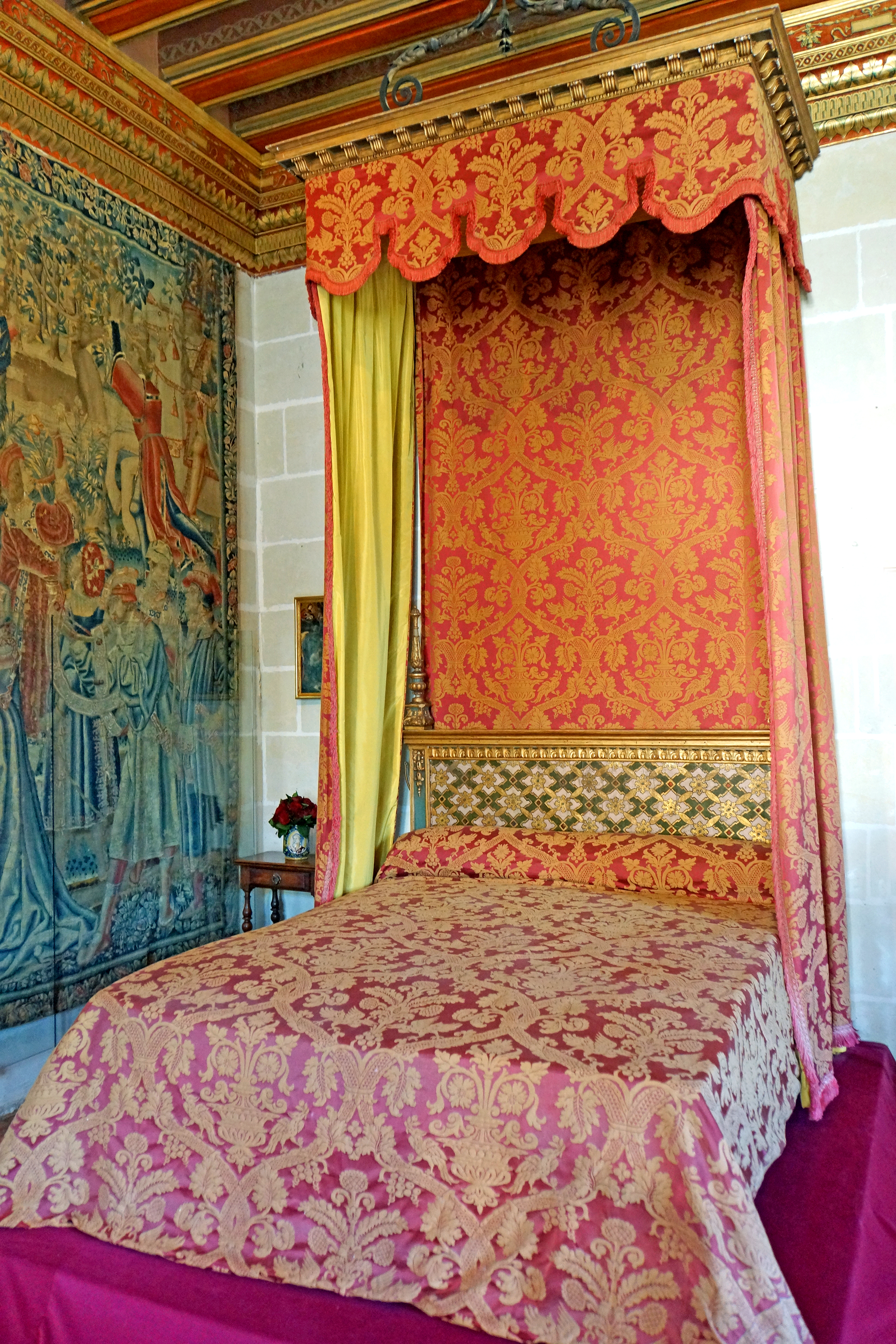
Gabrielle D'Estrees' sovrum.
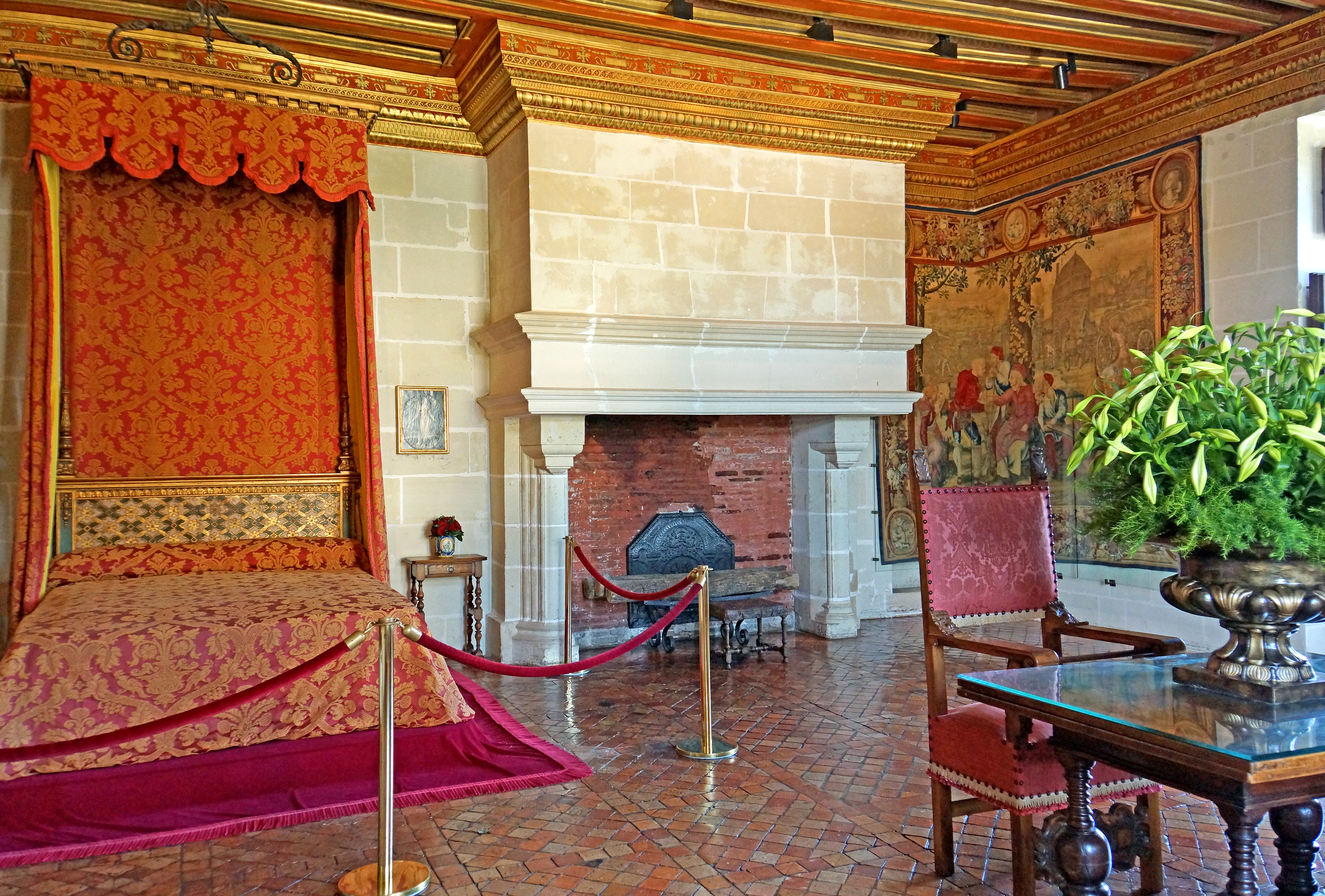
Gabrielle D'Estrees' sovrum.
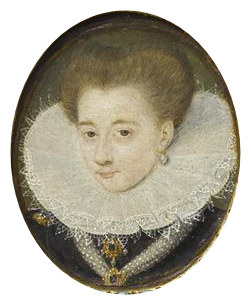
Gabrielle d'Estree miniatyr.